# Offutt AFB (Nebraska)
Offutt AFB je naseljeno područje za statističke svrhe u američkoj saveznoj državi Nebraska. Prema popisu stanovništva iz 2010. u njemu je živjelo 4,644 stanovnika.